# 大室山 (丹沢)
大室山（おおむろやま・地形図「おおむろざん」）は丹沢山地北部、山梨県と神奈川県の境にある標高1,587 mの山。かつては「大群山（おおむれやま）」と呼ばれた。山梨百名山に数えられており、神奈川県側は丹沢大山国定公園に指定されている。
当山はかつて国境稜線上に位置し、北面は甲州南都留郡道志（現道志村）、南面は相州津久井県青根（現相模原市緑区）にかかっていた。ただし、新編相模國風土記では神ノ川を青根村の西辺、拠って津久井県の西辺とする等、国境は必ずしも明確でない。なお、新編相模國風土記と同じ頃に編纂された甲斐國誌では、大群山を道志村と相州青根村の境、前大群山を道志村と相州帚沢村の境としている。

## 登山道
登山道は神奈川県側の西丹沢ビジターセンター（旧西丹沢自然教室）から犬越路、または白石峠を経て登る道が一般的である。神ノ川ヒュッテに至る日陰沢新道もあるが利用者は少なく、部分的に不明瞭な箇所もあるため初心者向けとは言い難い。
道中はブナ林が多く、登山者が少ないため、静かな山歩きを楽しめる。山頂は縦走路からやや離れたところにあり、樹木が多いため展望はほとんどない。

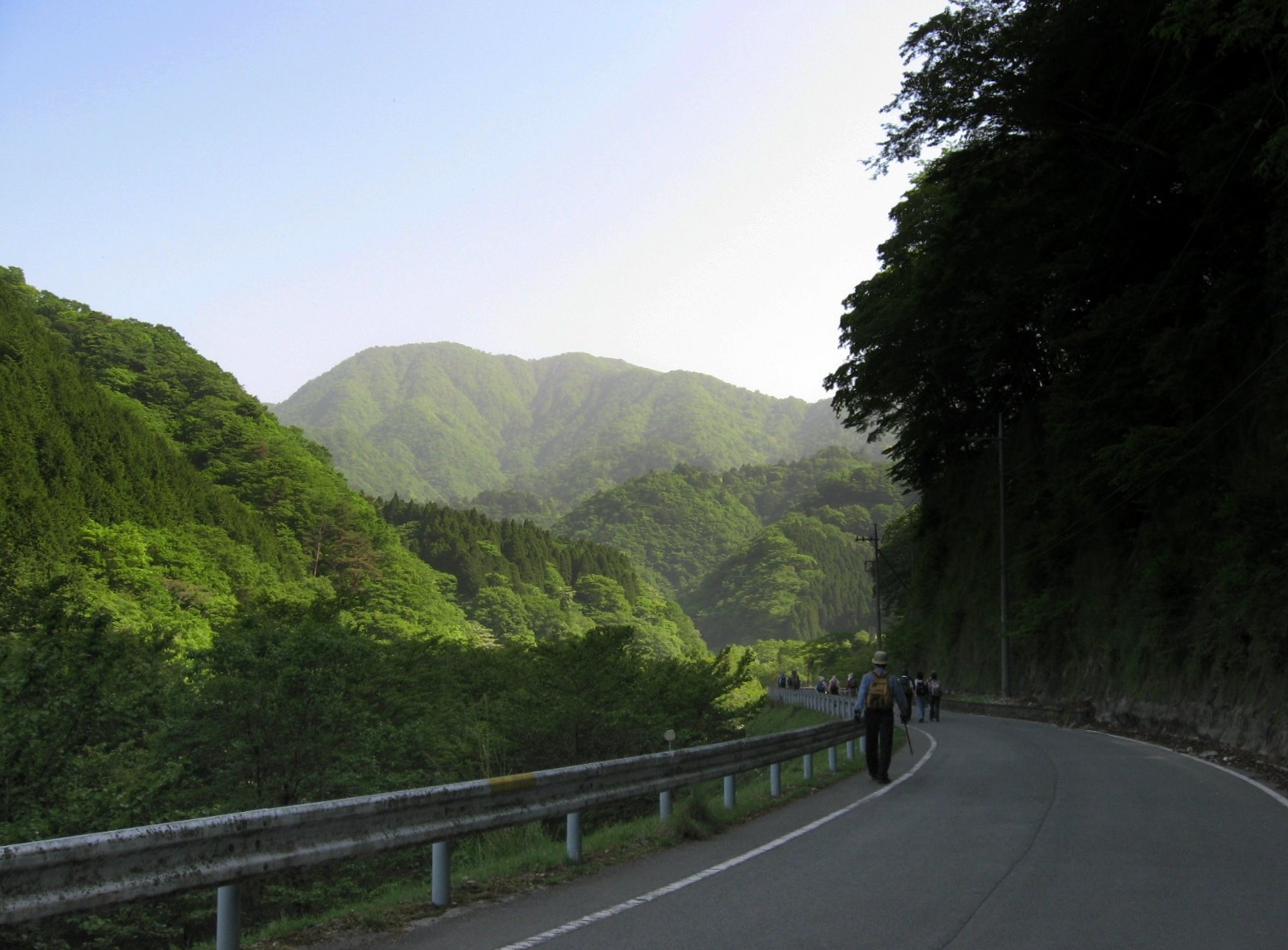
西丹沢自然教室付近から望む大室山（左奥）
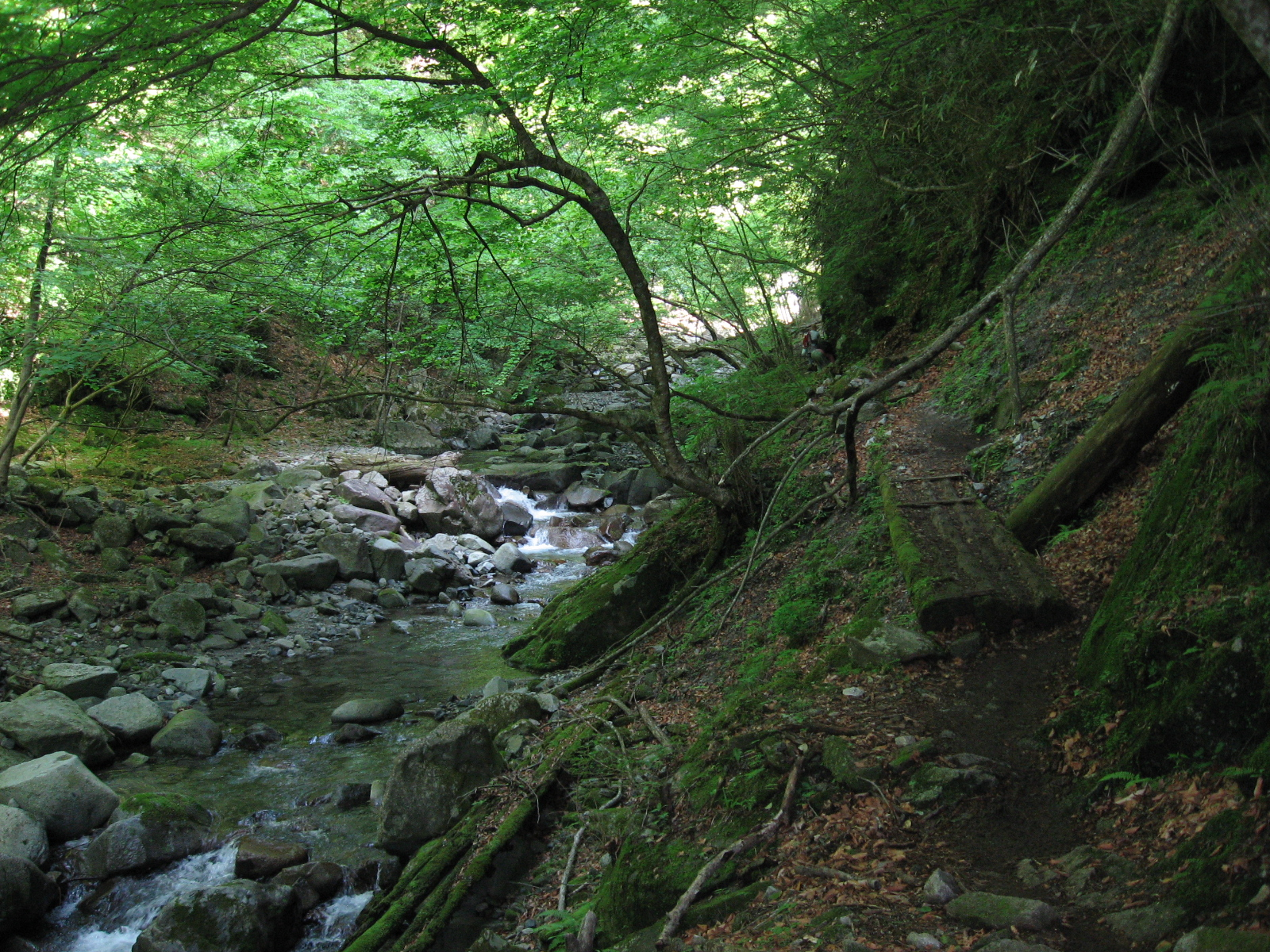
用木沢出合から犬越路までの登山道は沢沿いの道が多い
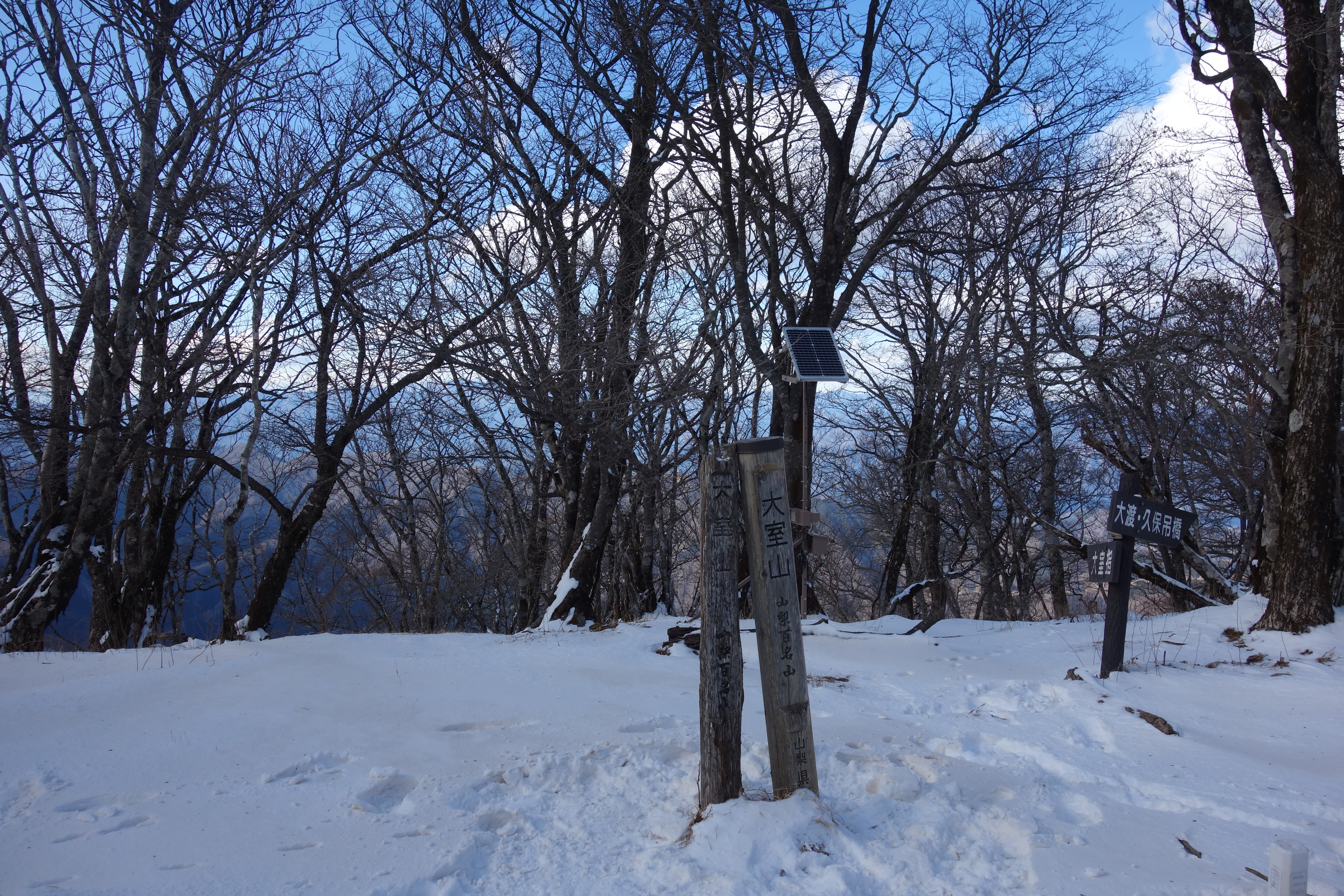
大室山山頂
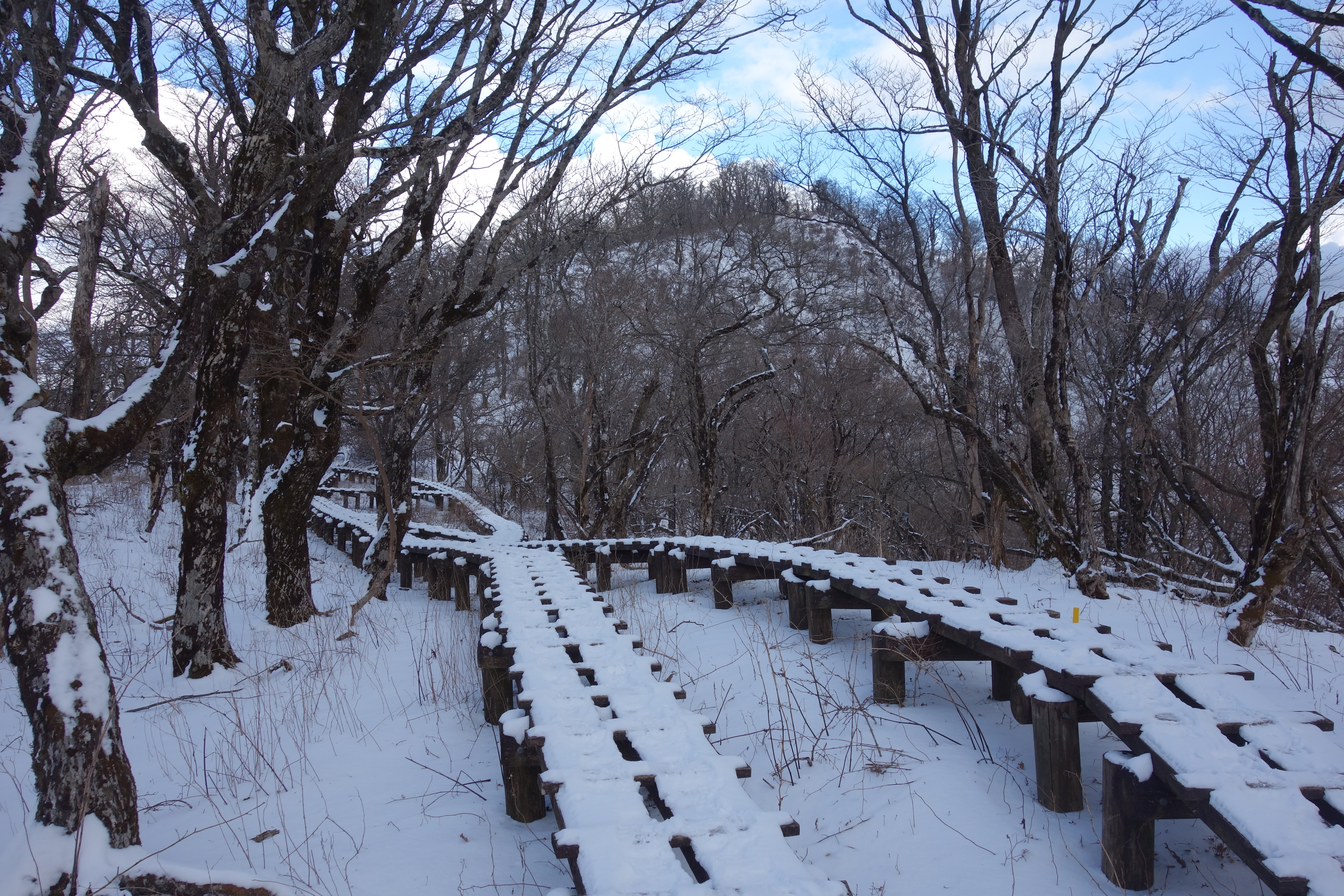
大室山山頂直下の木道

参考タイム
- 西丹沢ビジターセンター（旧西丹沢自然教室） - 用木沢出合 - 犬越路 - 大室山 （3時間30分）
- 西丹沢ビジターセンター（旧西丹沢自然教室） - 用木沢出合 - 白石峠 - 加入道山 - 大室山 （4時間30分）

なお、2017年（平成29年）4月に西丹沢自然教室は西丹沢ビジターセンターに改称した。

## 周辺の山
- 前大室
- 加入道山
- 大杉丸
  - 犬越路

## 周辺の名所
- 雨乞石（大室指尾根）
- 七滝（道志村大室指）